# Елеонора Австрийска (1498–1558)
Вижте пояснителната страница за други личности с името Елеонора Австрийска.
Елеонора Австрийска (на португалски: Leonor de Austria; на немски: Eleonore von Kastilien), известна още като Елеонора Кастилска, е кастилска инфанта, австрийска ерцхерцогиня, кралица на Португалия (1518 – 1521) като съпруга на крал Мануел I и кралица на Франция (1530 – 1547) чрез втория си брак с Франсоа I.

## Биография

### Произход
Елеонора е родена в Льовен на 15 ноември 1498 г. Тя е най-възрастната дъщеря на бургундския херцог Филип Хубави († 1506) и на кастилската кралица Хуана Лудата († 1555). Елеонора е сестра на свещените римски императори Карл V и Фердинанд I, на Изабела, съпруга на крал Кристиан II от Дания, и на Катерина Хабсбург, съпруга на крал Жуау III от Португалия. Маргарета Австрийска (1480 – 1530), нейна леля, е опекун на Елеонора, Карл и Фердинанд.
Още като дете родителите на Елеонора се опитват да я сгодят последователно за кралете на Англия, Франция и Полша. Плановете им обаче се провалят. Нейният брат Карл V ѝ урежда и два брака.

### Португалска кралица
След смъртта на втората съпруга на Мануел I – Мария Арагонска, на 16 юли 1518 г. той се жени за Елеонора Австрийска. Двамата имат две деца:
- Карлуш (1520 – 1521)
- Мария Португалска (18 юни 1521 – 10 октомври 1577) – херцогиня Визеу, принцеса на Португалия; неженена

Елеонора овдовява през декември 1521, когато съпругът ѝ умира.

### Френска кралица
На 4 юли 1530 Елеонора сключва брак с френския крал Франсоа I. Бракът им обаче не е щастлив и не оставя потомство. Във Франция Елеонора Автрийска няма никакво политическо влияние, а е използвана като свързващо звено между Франция и Свещената Римска империя.

### Смърт
Елеонора Австрийска умира от пристъп на астма през 1558 в Бадахос, Португалия, където се опитвала да се сдобри с дъщеря си Мария. Погребана е в Ескориал, Испания.